# Scott Pinckney

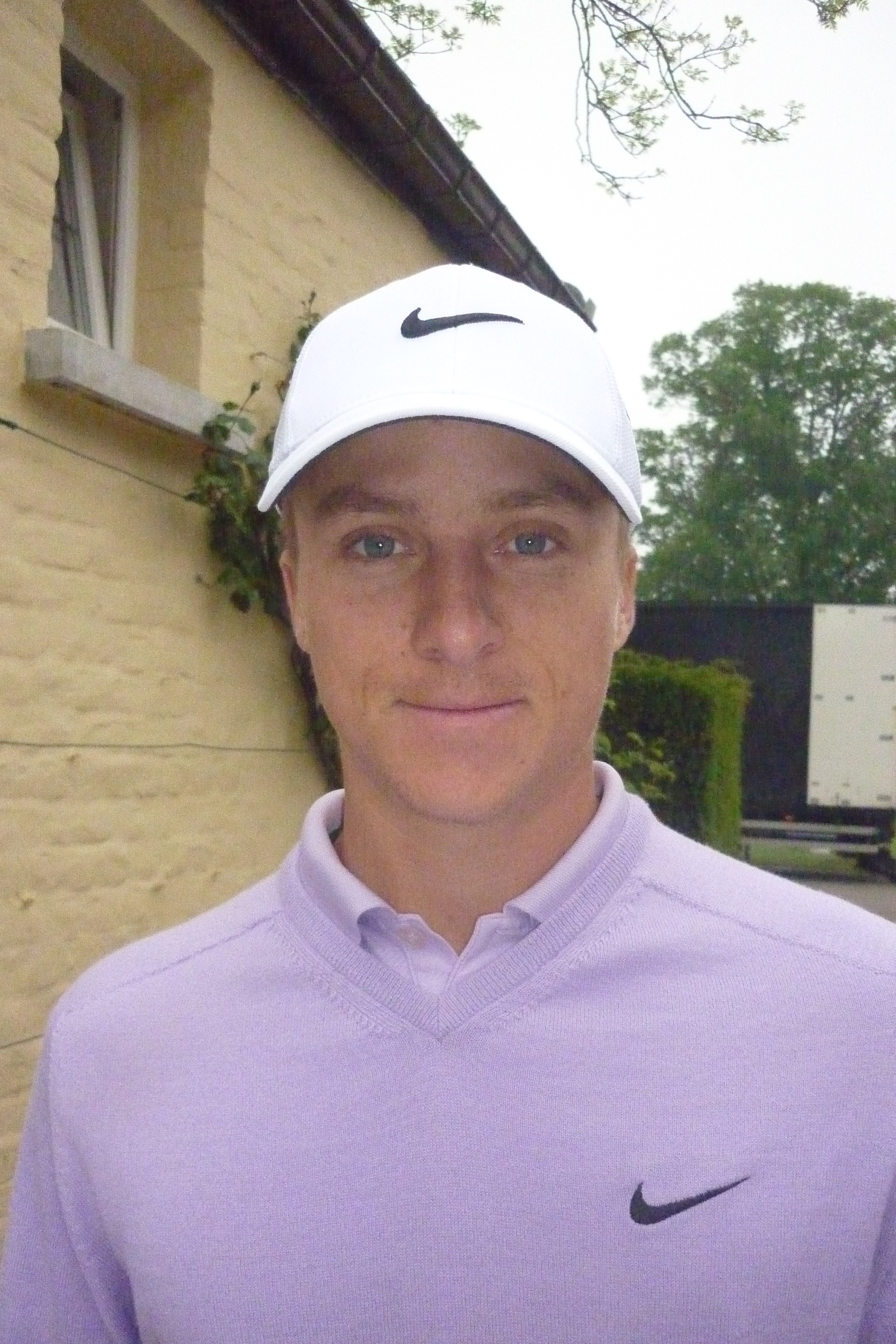
Telenet Trophy 2012

Scott Pinckney (13 maart 1989) is een Amerikaanse golfer. 
Scott groeide op in een gezin waar golf gespeeld werd. Zo ging hij op 9-jarige leeftijd naar een Junior Publix evenement waar hij de even jonge Rory McIlroy ontmoette. Zij werden vriendjes en twee jaar later logeerde Rory drie maanden bij de Pinckneys.

## Amateur
Scott ging naar de  Boulder Creek High School in Anthem, Arizona en daarna naar de Arizona State University waar hij in 2011 afstudeerde. Hij speelde collegegolf voor de Sundevils. In veertig toernooien had hij een gemiddelde van 72.89;
Gewonnen
Onder meer:
- 2010: 107e Trans-Mississippi Championship na twee holes play-off

## Professional
Scott speelde in juni 2011 als amateur in het US Open, dat door zijn beste jeugdvriend Rory werd gewonnen. In juli 2011 werd hij professional. Hij speelt de rest van 2011 vooral in Europa.
Pinckney staat onder contract bij Chubby Chandler van International Sports Management, die ook voor McIlroy zorgt en waar ook Joost Luiten zit.